# Nacionalno prvenstvo ZDA 1885
Nacionalno prvenstvo ZDA 1885 v tenisu.

## Moški posamično
Richard D. Sears :  Godfrey M. Brinley  6-3 4-6 6-0 6-3

## Moške dvojice
Richard D. Sears /  Joseph Clark :  Henry Slocum /  Percy Knapp 6–3, 6–0, 6–2